# Tubolachnum
Tubolachnum — рід грибів. Назва вперше опублікована 1934 року.

## Класифікація
До роду Tubolachnum відносять 3 види:
- Tubolachnum danthoniae
- Tubolachnum danthonlae
- Tubolachnum mirabile